# 巴拉博尼塔
巴拉博尼塔是巴西圣保罗州的一个市镇。总面积150.178平方公里，总人口36214人，人口密度241.1人/平方公里。